# Alive in an Ultra World
Alive in an Ultra World è un album di Steve Vai, registrato durante il tour mondiale 'The Ultra Zone' nel 2000, e pubblicato nel 2001. Le canzoni presentate nell'album sono state scritte specificamente per le nazioni che Vai e il suo gruppo stavano visitando. Le canzoni di questo album non si trovano su alcun altro album di Vai (Fatta eccezione per 'Whispering a Prayer', che è stata registrata anche per il disco G3: Rockin' in the Free World e per l'album compilation The Infinite Steve Vai: An Anthology).
Si può leggere una descrizione fatta da Vai sulle singole canzoni di questo album a questo indirizzo: .

## Tracce
Tutte le tracce scritte da Steve Vai.

### Disco 1
1. Giant Balls of Gold – 4:45 (Canzone per la Polonia)
2. Burning Rain – 4:50 (Canzone per il Giappone)
3. The Black Forest – 6:38 (Canzone per la Germania)
4. Alive in an Ultra World – 3:53 (Canzone per la Slovenia)
5. Devil's Food – 10:09 (Canzone per i Paesi Bassi)
6. Blood and Glory – 4:53 (Canzone per il Regno Unito)
7. Whispering a Prayer – 8:45 (Canzone per l'Irlanda)
8. Iberian Jewel – 4:38 (Canzone per la Spagna)

### Disco 2
1. The Power Of Bombos – 5:04 (Canzone per la Grecia)
2. Incantation – 8:53 (Canzone per la Bulgaria)
3. Light of the Moon – 5:47 (Canzone per l'Australia)
4. Babushka – 6:42 (Canzone per la Romania)
5. Being With You (In Paris) – 6:24 (Canzone per la Francia)
6. Principessa – 5:51 (Canzone per l'Italia)
7. Brandos Costumes (Gentle Ways) – 6:04 (Canzone per il Portogallo)